# TP d'Or 1990
Els premis TP d'Or 1990 foren entregats el 21 de març 1991 en un acte celebrat al Palau de Congressos de Madrid presentat per Emilio Aragón Álvarez i Paloma Lago.
| Categoria                       | Programa                        | Persona               | Resultat   |
| ------------------------------- | ------------------------------- | --------------------- | ---------- |
| Actor                           | Brigada Central                 | Imanol Arias          | Guanyador  |
| Actor                           | Brigada Central                 | José Coronado         | Nominat    |
| Actor                           | Eva y Adán, agencia matrimonial | Antonio Resines       | Nominat    |
| Actriu                          | Eva y Adán, agencia matrimonial | Verónica Forqué       | Guanyadora |
| Actriu                          | Brigada Central                 | Assumpta Serna        | Nominada   |
| Actriu                          | Los jinetes del alba            | Victoria Abril        | Nominada   |
| Presentador                     | VIP Noche i VIP Guay            | Emilio Aragón Álvarez | Guanyador  |
| Presentador                     | Vídeos de primera               | Alfons Arús           | Nominat    |
| Presentador                     | Telediario                      | Pedro Piqueras        | Nominat    |
| Presentadora                    | De tú a tú                      | Nieves Herrero        | Guanyadora |
| Presentadora                    | A mi manera                     | María Teresa Campos   | Nominada   |
| Presentadora                    | Cajón Desastre                  | Miriam Díaz Aroca     | Nominada   |
| Sèrie Nacional                  | Brigada Central                 | Brigada Central       | Guanyadora |
| Serie Estrangera                | Twin Peaks                      | Twin Peaks            | Guanyadora |
| Informatiu diari i d'actualitat | Informe semanal                 | Informe semanal       | Guanyador  |
| Musical i varietats             | Tutti Frutti                    | Tutti Frutti          | Guanyador  |
| Concurs                         | Vídeos de primera               | Vídeos de primera     | Guanyador  |
| Programa infantil               | VIP Guay                        | VIP Guay              | Guanyador  |